# Natura del Pakistan

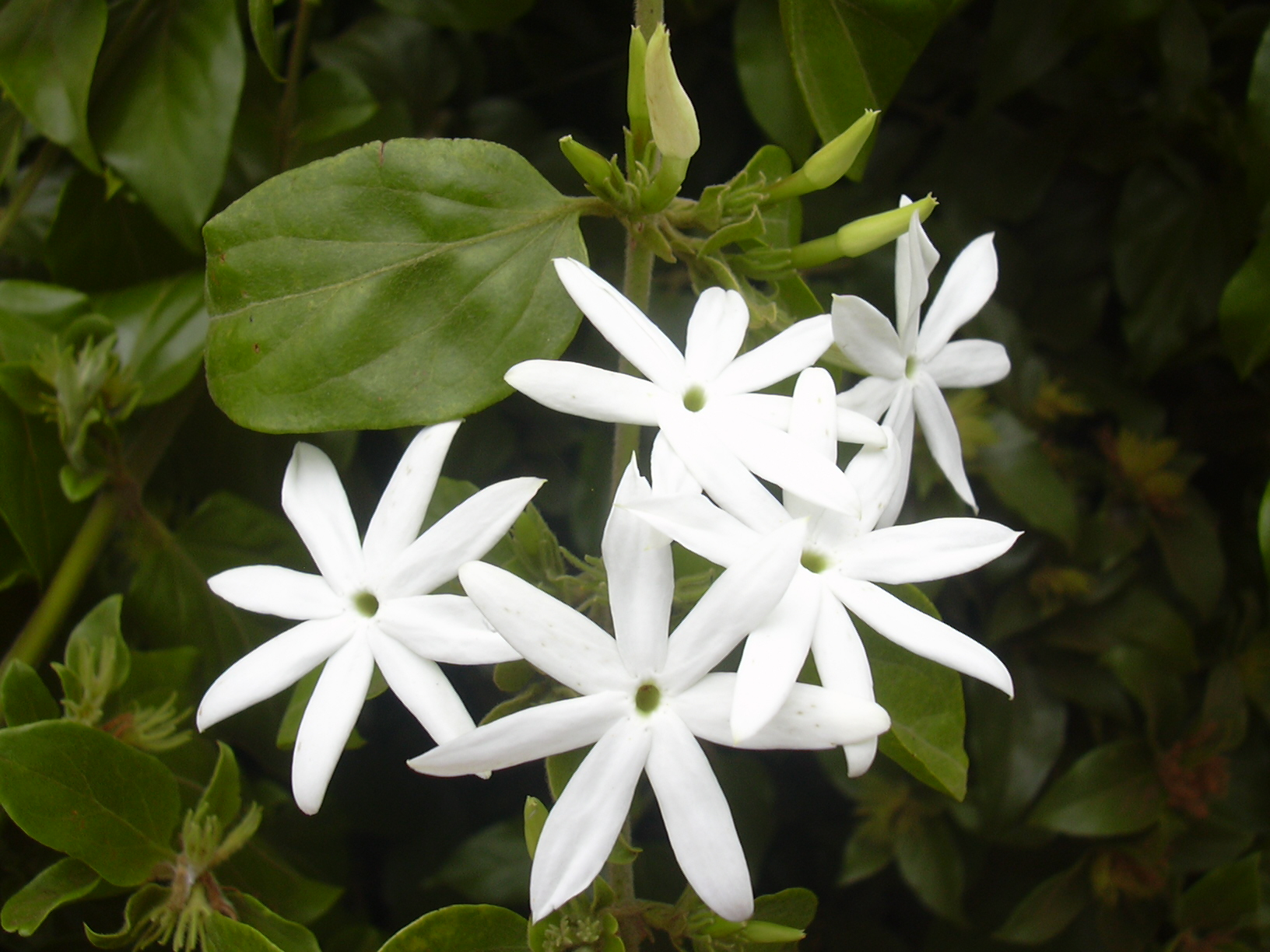
Il Jasminum multiflorum, fiore nazionale del Pakistan

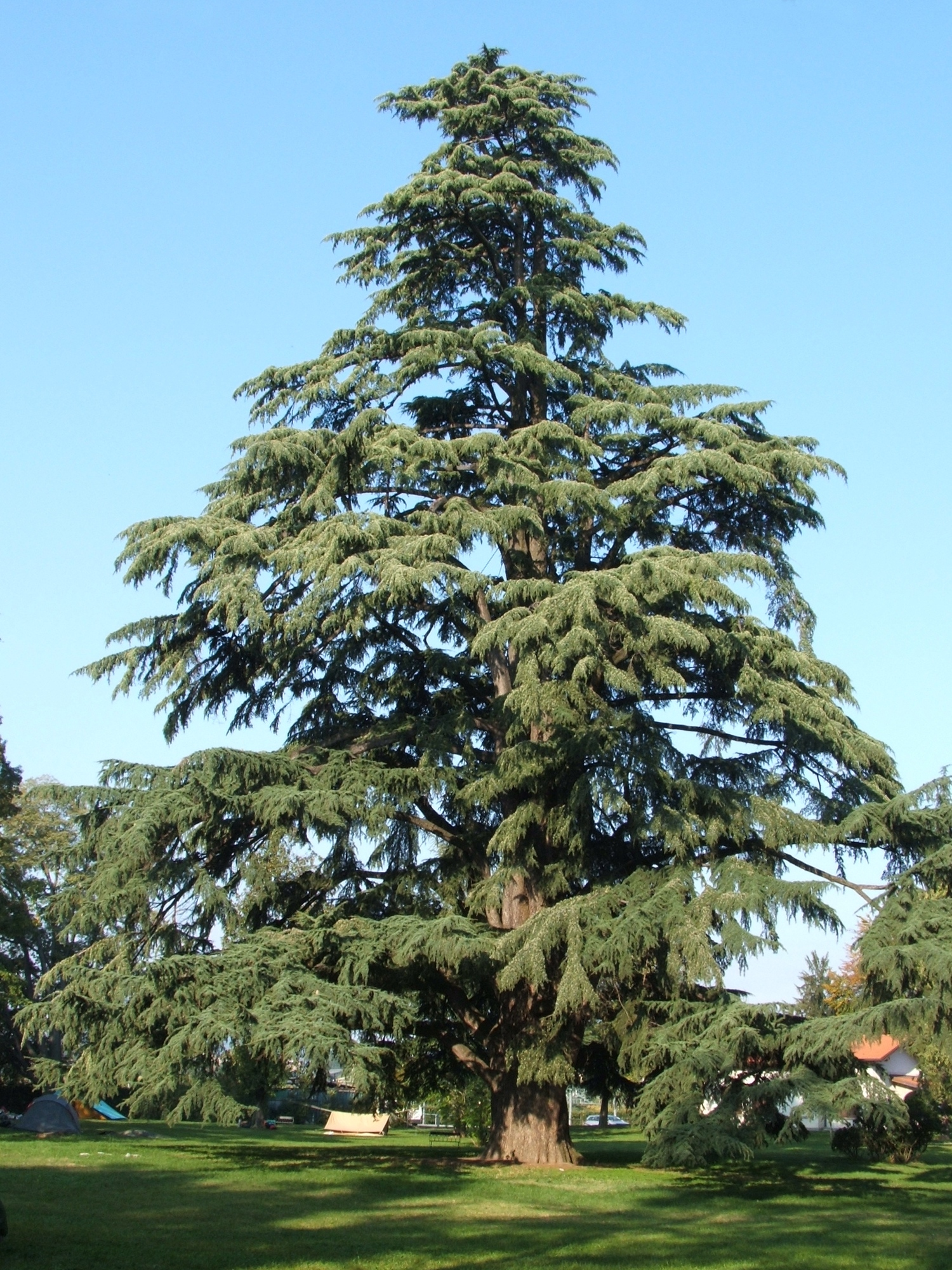
Il cedro dell'Himalaya, albero nazionale del Pakistan

Il territorio del Pakistan e del Kashmir è costituito da varie ecoregioni che consentono lo sviluppo di varie specie di flora e fauna.

## Le pianure alluvionali
Le vaste pianure alluvionali dell'Indo sono state quasi completamente spogliate della vegetazione originaria per far spazio ai raccolti e oggi l'antico ecosistema è rimasto intatto solo in piccole aree. Solo animali come sciacalli, manguste, gatti della giungla, viverre, pangolini, gatti del deserto e lepri selvatiche riescono a sopravvivere in queste aree fortemente antropizzate. Nei tratti di foresta rivierasca si incontra il cervo porcino. I campi coltivati e le distese incolte sostengono una vasta popolazione di pernici nere e grigie.
Nel corso degli ultimi 100 anni è emerso come utilizzo prevalente della terra quello delle piantagioni di foresta irrigata. Questo idealmente dovrebbe provvedere un habitat ideale per chinkara, cervi porcini e nilgau. La gestione delle foreste, però, non viene incontro alle esigenze di questi animali selvatici. Questo fatto, insieme alla scarsa applicazione delle leggi, ha determinato l'estinzione di molte specie nelle piantagioni irrigate. A causa dell'habitat fortemente antropizzato, gli ungulati non sono riusciti a stabilirsi in tali zone, come invece hanno fatto le pernici.

## I deserti
La scarsa copertura vegetale, l'asprezza delle condizioni climatiche e l'impatto del bestiame domestico sui terreni desertici hanno portato la fauna selvatica in una posizione precaria. Parti del Thall e del Cholistan sono ora irrigate e il loro aspetto è divenuto identico a quello delle pianure alluvionali. Il chinkara, abbastanza numeroso nel Cholistan ma raro nel Thall, è l'unico animale che si incontra in gran numero in queste aree. L'antilope cervicapra, un tempo diffusissima nel Cholistan, è stata ormai sterminata, ma sono in corso vari tentativi di reintroduzione un po' in tutto il Paese. Lungo il confine con l'India e in alcune zone del Cholistan si incontra tuttora un piccolo numero di nilgau. La pernice grigia, una specie di coturnice e il corriere indiano sono gli uccelli principali di quest'area. In certe zone del Cholistan vivono anche i pavoni.
Il deserto del Thar sostiene una numerosa popolazione di gazzelle chinkara. I pavoni si incontrano solamente allo stato selvatico, grazie soprattutto alla protezione che godono presso le comunità indù. Gli asini selvatici migrano dalla porzione indiana del Rann di Kutch verso quella pachistana alla ricerca di cibo.
L'ubara è una regolare visitatrice invernale del deserto, sebbene le cacce dei diplomatici in visita nel Pakistan ne abbiano ridotto notevolmente il numero. Ogni tanto viene avvistata anche la grande otarda indiana. La pernice imperiale è un'altra specie migratrice che visita tale regione. Si incontrano con frequenza anche le pernici grigie, mentre il pitone è divenuto rarissimo.

## Le montagne
I Monti Sulaiman e Kirthar presentano habitat che mostrano caratteristiche uniche. Sui primi vivono markhor dalle corna diritte, chinkara e urial, mentre sui secondi sono diffusi stambecchi del Sindh, urial, chinkara e leopardi comuni. Il markhor dalle corna diritte, quasi estinto entro i confini del Pakistan, si incontra spesso in buon numero nelle Aree Tribali. Tra gli uccelli che si incontrano più facilmente su questi monti ricordiamo il chukar, la pernice seesee e la pernice grigia.

## Le piane dell'Indo
I canneti e le boscaglie di tamerici lungo i fiumi danno rifugio a popolazioni di cervi porcini e pernici nere. Tuttavia, a causa delle frequenti inondazioni, il loro numero si è piuttosto ridotto. Il delfino dell'Indo (mammifero marino nazionale del Pakistan), il gatto pescatore e la lontra liscia vivono nelle acque dell'Indo al di sotto dello Sbarramento di Chashma. Il gaviale, anch'esso un tempo diffuso in queste acque, è ormai scomparso, mentre il coccodrillo dell'Indo (rettile nazionale del Pakistan) vive ancora in piccolo numero nelle zone meridionali del Sindh. Il numero dei cinghiali è aumentato a dismisura grazie all'immunità di cui tali animali godono presso le società musulmane che vietano il consumo delle loro carni.

## Il Belucistan
Gli animali che si incontrano sui monti sud-occidentali del Belucistan sono lo stambecco del Sindh, il markhor del Chiltan, quello dalle corna diritte, la pecora selvatica, il leopardo, la puzzola marmorizzata, la volpe di Blanford, la chinkara, la gazzella gozzuta e il coccodrillo palustre. In tali zone sopravvivono forse anche alcuni ghepardi, che, come gli orsi del Makran (o del Belucistan), sono criticamente minacciati. L'ubara (specie migratrice), la coturnice, le pernici nere, grigie e seesee e il chukar si incontrano anche qui.
La iena striata e il lupo sono largamente diffusi nelle regioni scarsamente popolate del Paese. Tuttavia, le informazioni che abbiamo su di loro sono molto scarse. Le informazioni che si ottengono dai carnivori in generale sono sempre piuttosto ridotte, date le abitudini notturne e l'elevata mobilità. Sempre per questi motivi non conosciamo con esattezza quale sia l'areale pachistano degli orsi neri asiatici e di quelli bruni.
Vari uccelli rapaci, come falchi pellegrini e falchi sacri, aquile rapaci, imperiali e anatraie maggiori, falchi pescatori, shikra e nibbi alinere, sono diffusi in tutto il Pakistan, ma il loro status di conservazione non è noto.